# Розенмейер, Томас
Томас Густав Розенмейер (нем. Thomas G. (Gustav) Rosenmeyer; 3 апреля 1920, Гамбург — 6 февраля 2007, Окленд, Калифорния) — немецко-американский филолог-классик, специалист по литературе Классической Греции, платоновед. Доктор (1949). Эмерит-профессор классики (греческого) и компаративной литературы Калифорнийского университета в Беркли. Член Американского философского общества (2000).

## Биография
В 1930—1938 годах учился в школе учёных при Иоханнеуме.
В 1939 году переехал из Германии в Англию, где зачислился в Лондонскую школу восточных штудий; однако в 1940 году был интернирован в Канаду, где находился в одном лагере с М. Оствальдом. После освобождения в 1942 году окончил по классике Университет Макмастера (1944) и получил степень магистра по классике в Университете Торонто в 1945 году, за чем перешёл для работы над докторской в Гарвард, где в 1949 году получил степень, защитив диссертацию по Платону «Остров Критий».
Прежде чем стать оказаться с 1966 года в Калифорнийском университете в Беркли, преподавал классику в Университете штата Айовы (1947—1952), Смит-колледже (1952—1955) и Вашингтонском университете (1955—1966, полный профессор). В Беркли заведовал кафедрами классики (1973—195) и компаративной литературы (1979—1981), а также дважды был деканом в его Колледже словесности и науки (1969—1971, 1971—1972). В 1989 году президент Американской филологической ассоциации. С 1990 года на пенсии. Был приглашённым профессором Принстона (1975), Гарварда (1984), Стэнфорда (1993). Член Американской академии искусств и наук. Дважды лауреат стипендии Гуггенхайма.
В начале своей карьеры опубликовал множество статей по платоноведению. Первая книга — «The Masks of Tragedy» (1963). Он также перевёл книгу Б. Снелля «Die Entdeckung des Geistes» (1948): «The Discovery of the Mind: The Greek Origins of European Thought» (1953).
За год до смерти остался вдовцом, две дочери.